# Lothar H. Wieler
Lothar H. Wieler   (Beuel i Königswinter, 8 de febrer de 1961) és un veterinari alemany, especialista en microbiologia. Des de març del 2015, és president de l'Institut Robert Koch (RKI), la institució federal Alemanya encarregada del control i prevenció de malalties. En aquesta funció, va assolir una reputació nacional durant la pandemia del Coronavius del 2020, informant periòdicament de l'evolució del coronavirus. Va estudiar veterinària a la Universitat Lliure de Berlín i a la Universitat de Múnic, on es va doctorar. Després de desenvolupar activitat professional i acadèmica a Ulm, Múnic i Giessen, on es va concentrar en malalties infeccioses i en higiene animal, va ser professor de microbiologia i epizoòtia en la Universitat Lliure de Berlín.